# Cowboy Bebop
Cowboy Bebop (яп. カウボーイビバップ, Ковбой Бібоп) — японський аніме-серіал та манґа в жанрі неонуар та космійний вестерн, створений Ватанабе Сін'ітіро та студією Sunrise. Також у 2001 році за мотивами аніме був створений повнометражний фільм «Cowboy Bebop: Knockin' on Heaven's Door».
Дія серіалу, що складається з 26 серій (так званих «сесій»), відбувається у 2071 році та розповідає про життя команди мандрівних мисливців за головами з космічного корабля Бібоп. Хоча серіал поєднує в собі широкий спектр жанрів, найбільше він запозичив з наукової фантастики, вестернів та фільмів у стилі нуар. Його найпомітніші теми — самотність, сенс життя та неможливість втекти від власного минулого.

## Світ

### Передісторія
У 2021 році в усій Сонячній системі були побудовані гіперпросторові термінали кільцеподібної форми, що істотно полегшили міжпланетне сполучення. На жаль, система гіперпросторових терміналів містила критичну помилку, яку конструктори проігнорували. Нестабільність прогресувала, поки один із терміналів в районі Землі не вибухнув. Сили вибуху і кількість вивільненої енергії вистачило для того, щоб розколоти Місяць. Одним з наслідків катастрофи стали безперервні метеоритні дощі на Землі, що складаються з уламків Місяця. У результаті катастрофи загинуло 4,7 мільярда осіб, що перевищило жертви всіх відомих в історії катастроф. Досі уламки Місяця продовжують бомбардувати планету приблизно з частотою грозових злив (прогноз метеоритних дощів став частиною прогнозу погоди), змушуючи залишки населення планети спуститися під землю. Більшість із тих, хто вижили, покинули Землю і роз'їхалися по Сонячній системі. Поселенці були прийняті в колоніях на Венері, Марсі, деяких астероїдах, на супутнику Сатурна — Титані, на супутниках Юпітера — Іо, Каллісто, Європі, Ганімеді, а також на космічних станціях і у виправній колонії на Плутоні. Як видно з плакатів і реклами в Сонячній системі, суспільство вельми змішане в плані національності. Так, англійська, французька, іврит, іспанська, російська, китайська, японська мови є найпоширенішими. Населення Сонячної системи становить всього 1,5 мільярда осіб.
Багато ударних кратерів Марса було обжито й обладнано під метрополії, для тих, хто може дозволити собі проживання в них. Поверхня Венери була змінена, плаваючі в атмосфері рослини забезпечили населення киснем. Але процес забезпечення киснем не ідеальний, оскільки спори рослин спричинюють у деяких людей тяжку хворобу — «Венеріанську гарячку». Людина, уражена Венеріанською гарячкою, може осліпнути або померти, якщо не забезпечити своєчасне і дуже дороге медичне втручання. Деякі місяці Юпітера, такі як Іо, Ганімед і Каллісто, були колонізовані з різним ступенем успіху. Каллісто — холодний, негостинний місяць (на ньому розташовано місто Blue Crow з майже 100 % чоловічого населення), тоді як Іо — вулканічна піщана куля з токсичною атмосферою. Ганімед, своєю чергою, практично повністю покритий водою і відомий добре розвинутою риболовецькою галуззю. Титан, найбільший супутник Сатурна, вкритий пустелею, населення веде війни з 2060-х рр. У часи Другої Війни на Титані вижили лише ветерани, такі як Вішез, Грені, Вінсент і Електра. Виправна колонія Сонячної системи на Плутоні, а так само деякі колонії на астероїдах (наприклад Тіхуана, астероїдна колонія з першого епізоду), були засновані для розробки природних ресурсів.
Для зниження рівня злочинності уряд знову легалізував полювання за головами за прикладом Дикого Заходу. Мисливці за головами мають ловити й передавати владі злочинців за грошову винагороду живими і, по можливості, неушкодженими. У цьому їм допомагає регулярна телепередача «Big Shots». Мисливців за головами називають «ковбоями». Крім того, великий вплив в Сонячній системі мають безжальні і кровожерні кримінальні синдикати, які займаються хабарництвом, вбивствами, розповсюдженням наркотиків, відмиванням грошей й іншими протиправними діями.
Вулонґ — універсальна безготівкова валюта, паперові ж гроші мало поширені відтоді, як більшість почала користуватися зручними банківськими картками і більше покладатися на цифрові грошові перекази.
Технології у світі Cowboy Bebop розвинулися відповідно до рівня 21 століття та умов життя в Сонячній системі. Багато які з реалій лише зовні нагадують сучасні, а фактично є зовсім іншими. Вдосконалені і повсюдно використовуються такі медичні розробки, як «штучні органи», «репродукція органів» і «кріогенне заморожування». Розважальне устаткування для домашнього використання називається «Альфа Кеч» і є прямим інтерфейсом до людського мозку. Воно використовується для захоплення і проєкції зображень, ігор, анімації. Так само всесвітня комп'ютерна мережа еволюціонувала до мережі, яка охоплює всю сонячну систему. Нове покоління хакерів називається на сленгу «Мережеві плавці».

### Сюжет серіалу
Джет Блек, колишній поліцейський, і Спайк Шпігель, людина з темним минулим, абсолютно не планували збільшувати екіпаж Бібопа, свого космічного корабля, який є для них водночас і домівкою, і засобом пересування. Але тенета, розкинуті ними для вилову покидьків суспільства, принесли їм Фей Валентайн — чарівну картярку з колосальним боргом, Ед — загублену комп'ютерну розумницю, і Ейн, мабуть, найрозумнішого собаку (породи Вельш Коргі Пембрук) на світі.
Саме у такому складі екіпаж Бібопа і продовжує своє заняття — полювання за головами. Їхні пригоди носять комічний, філософський, а часом і трагічний характер.

### Сюжет фільму
Хронологічно сюжет фільму відбувається між подіями 22 та 23 серії оригінального серіалу. 
В Сонячній системі з'явився новий смертоносний вірус, і команда Бібопа, за величезну нагороду в 300 млн вулонґів, береться ловити розробників цього вірусу.

## Персонажі та персонажки

### Головні персонажі

Головні герої серіалу (зліва направо): Спайк Шпігель, Джет Блек, Фей Валентайн та Ед (попереду)

Спайк Шпігель — 27 років, худорлявий, високий. Багато палить, філософськи ставиться до життя. Ненавидить стерв, дітей і собак. Рідко говорить про своє минуле, але, судячи з усього, йому було де набратися досвіду в бойових мистецтвах і стрілянині. У нього є здатність передбачати ризик, але він ніколи не намагається уникнути небезпеки, і часто ризикує даремно. Ця нерозважливість випливає не з переоцінки власних сил і можливостей, а з майже повної відсутності відчуття самозбереження. Він нічого не боїться, бо йому нічого втрачати. У минулому член Синдикату Червоний Дракон. Після замаху мало не загинув, втратив око і кохану.
Джет Блек — 36 років, колишній поліцейський. У вільний від виловлювання злочинців час захоплюється бонсаєм та приготуванням м'яса із зеленим перцем. Був одружений, але дружина пішла від нього через його надмірно авторитарну поведінку і, бо майже увесь свій час присвячував роботі. Ще за часів служби в поліції отримав прізвисько «Чорний пес» (Black Dog). Залишив службу після випадку, що ледь не став для нього фатальним. Його поранення були настільки серйозні, що не обійшлося без кібернетичних втручань в організм, аж до імплантації штучної руки (досить дивний вибір — у 2071 році медицина цілком здатна виростити органічний трансплантат).
Фей Валентайн — 23 роки (біологічно, враховуючи час в перебування анабіозі вона значно старша), картярка та шулерка. Знає про свою привабливість і уміє нею користуватися. У дитинстві була звичайною тихою дівчинкою, мріяла про світле майбутнє, але після катастрофи на Землі була заморожена в анабіозі й оживлена через багато років. Фей нічого не пам'ятає до того моменту, як прокинулася в медичному центрі після розмороження. Стала жертвою шахраїв, що підставили її на 300 мільйонів вулонґів.
Радикал Едвард — дівчинка (!), 13 років, одна з когорти легендарних хакерів. У дитинстві батько забув її у дитячому садку і тому Радикал бродить світом, намагаючись відшукати його. Якийсь час жила в притулку. Батько при зустрічі назвав її Франсуазою — можливо, це її справжнє ім'я.

### Другорядні персонажі

Вішез (яп. ビシャス)

Електра Овіло (Electra Ovilo)

Вішез — брав участь у військових діях на Титані. Потім повернувся на Марс, де вступив в мафіозний синдикат Червоний Дракон. Був найкращим товаришем Спайка, але посварився з ним через Джулію.
Жорстокий, підступний, щоб досягти мети, не зупиниться ні перед чим. Для нього немає нічого святого. Кат Синдикату. Його єдиний друг — ручний ворон.
Електра Овіло — працює на Cherious Medical Co., Ltd у відділі досліджень і розвитку, проте, вона не просто працівниця лабораторії. Електра має звання армійського полковника. Її основне завдання — розв'язувати будь-які проблеми, з якими стикається компанія. У тому числі й із застосуванням зброї.
Їхні шляхи зі Спайком не раз перетиналися, як у минулому, так і у пошуках Вінсента. Але у неї зовсім інша мета, ніж у мисливців за головами. Її майстерність у бойових мистецтвах не поступається Спайковій, і, судячи з усього, вона пройшла через суворі тренування. У неї є таке ж татуювання на зап'ясті, як і у Вінсента, і Електра — одна з тих небагатьох людей, які знають про його забуте минуле.

## Виробництво
Cowboy Bebop був розроблений анімаційною студією Sunrise і створений Ятате Хадзіме, який є псевдонімом для колективного внеску співробітників Sunrise. Лідером творчої групи серіалу став режисер Ватанабе Сін'ітіро, найбільш відомий на той час як режисер «Макросс Плюс» та Mobile Suit Gundam 0083: Stardust Memory. Іншими провідними членами творчої групи Sunrise були сценаристка Нобумото Кейко, дизайнер персонажів Кавамото Тошіхіро, дизайнер механічного мистецтва Кімітоші Ямане, композиторка Канно Йоко та продюсери Мінамі Масахіко та Такеї Йошіюкі. Більшість з них раніше працювали разом, крім того, вони також брали участь у створенні інших аніме-серіалів. Нобумото написала сценарій «Макросс Плюс», Кавамото розробив персонажів для Gundam, а Канно написала музику для «Макросс Плюс» та The Vision of Escaflowne. Ямане ще не працював з Ватанабе, але на його рахунку були такі аніме, як Bubblegum Crisis та The Vision of Escaflowne. Мінамі приєднався до проекту, бо хотів зробити щось відмінне від своєї попередньої роботи в жанрі меха-аніме.

### Концепція
Cowboy Bebop став першим проектом Ватанабе як сольного режисера, адже у своїх попередніх роботах він був співрежисером. Його початковий задум був для фільму, тому під час виробництва він ставився до кожного епізоду як до мініатюрного фільму. Головним джерелом натхнення для Cowboy Bebop став перший серіал Lupin III. Розробляючи сюжет серіалу, Ватанабе почав зі створення персонажів. Він зазначив: «Перший образ, який спав мені на думку, був образ Спайка, і з нього я спробував побудувати історію, намагаючись зробити його крутим». Ватанабе описав серіал як «80% серйозної історії та 20 % гумору». Комічні епізоди команді було важче створювати, ніж серйозні, і хоча деякі події в них здавалися випадковими, вони були ретельно сплановані заздалегідь. Ватанабе задумав кінцівку серіалу ще на початку, і кожен епізод за участю Спайка та Вішеза мав передвіщати їхнє фінальне протистояння. Деякі співробітники були незадоволені таким підходом, оскільки зробити потім продовження серіалу було б складно. Хоча режисер розглядав можливість змінити фінал, він врешті-решт зупинився на своїй початковій ідеї. Причиною створення такої кінцівки було те, що Ватанабе не хотів надалі створювати нові серії роками.

### Розробка
Спочатку проект зародився зі спонсорською підтримкою підрозділу іграшок Bandai, який мав на меті продавати іграшки космічних кораблів. Ватанабе згадував, що його єдиною інструкцією була: «Поки в ньому є космічний корабель, ви можете робити все, що завгодно». Але після перегляду ранніх сцен стало зрозуміло, що бачення серіалу у Ватанабе не збігалося з баченням Bandai. Вважаючи, що серіал не сприятиме просуванню іграшкових товарів, Bandai вийшла з проекту, залишивши його у виробничому пеклі, доки сестринська компанія Bandai Visual не взялася його спонсорувати. Оскільки більше не було потреби продавати іграшки з атрибутикою, Ватанабе отримав повну свободу дій у розробці серіалу. Ватанабе хотів створити не просто аніме-серіал про космічні пригоди для підлітків, а твір, який сподобався б і вибагливим дорослим. Під час створення Cowboy Bebop Ватанабе часто намагався згуртувати команду аніматорів, кажучи їм, що серіал запам'ятається навіть через три десятиліття. Хоча дехто з них тоді сумнівався в цьому, Ватанабе багато років по тому висловлював своє щастя, що в ретроспективі виявився правий. Він жартував, що якби Bandai Visual не втрутилася, то «ви могли б бачити мене зараз за касою в супермаркеті».
Міські локації аніме-серіалу загалом були натхненні Нью-Йорком та Гонконгом. Атмосфери планет та етнічні групи у Cowboy Bebop здебільшого базуються на ідеях Ватанабе, з деякою участю художників-постановників Імакаке Ісаму, Каваморі Шодзі та Сато Дай. Команда аніматорів створила атмосфери планет ще на початку виробництва серіалу, перш ніж почати роботу над етнічними групами. Саме Ватанабе хотів, щоб у серіалі з'явилося кілька різноманітних етносів. Марс був планетою, яку найчастіше використовували в сюжетних лініях Cowboy Bebop, продюсер з питань культури та декорацій Тоба Сатоші пояснив, що інші планети «виявилися несподівано складними у використанні». Він заявив, що кожна планета в серіалі має унікальні особливості, і продюсерам довелося враховувати характеристики кожної планети в оповіді. Щодо останнього епізоду, Тоба пояснив, що на Венері було б неможливо створити драматичну сцену на даху, тому команда «в кінцевому підсумку звичайно впала назад на Марс». Створюючи передісторію, Ватанабе уявляв собі світ «багатонаціональним, а не бездержавним». Попри певні американські впливи на серіал, він зазначив, що ця країна була зруйнована за кілька десятиліть до початку подій, а пізніше сказав, що ідея Сполучених Штатів як центру світу відштовхує його.

### Музика
Музику для Cowboy Bebop написала Канно Йоко. Для її виконання був створений блюзово-джазовий гурт Seatbelts. За словами Канно, музика була одним із перших аспектів серіалу, над яким почали працювати ще до того, як було завершено створення більшості персонажів, сюжету та анімації. Вона використовувала жанри вестерну, опери та джазу. Ватанабе зазначив, що Канно не писала музику саме так, як він їй вказував. Він сказав, що «вона надихається сама, слідує своїм власним образам, приходить до мене і каже: „Це пісня, яка нам потрібна для Cowboy Bebop“, і пише щось повністю самостійно». Сама Канно іноді була здивована тим, де використовувалися фрагменти її музики, іноді їй хотілося, щоб вони грали в інших сценах, але й не вважала їх недоречними. Вона була задоволена робочим середовищем, вважаючи команду розслабленою порівняно з іншими командами, з якими їй доводилося працювати.
Ватанабе також поділився, що надихався музикою Канно для створення нових сцен. Своєю чергою, ці нові сцени давали Канно ідеї для нових саундтреків. Про написання деяких пісень з другої половини серіалу її не просили. Ватанабе описав свою співпрацю з Канно як «гру в піжмурки між нами обома в написанні музики та створенні серіалу». З моменту виходу серіалу Канно та Seatbels випустили сім оригінальних альбомів, два сингли та мініальбоми, а також дві компіляції під лейблом Victor Entertainment.

## Медіа

### Аніме
Cowboy Bebop вперше транслювався в ефірі TV Tokyo з 3 квітня по 26 червня 1998 року. Через час трансляції о 18:00 та зображення насильства, були показані лише 2, 3, 7-15, 18 епізоди та спеціальний випуск. Серіал був показаний повністю з 23 жовтня 1998 року по 24 квітня 1999 року на супутниковому каналі Wowow.
У США Cowboy Bebop транслювався у дебютному нічному блоці Adult Swim на каналі Cartoon Network 2 вересня 2001 року і став першим аніме, показаним у цьому блоці тієї ночі опівночі за східним часом. Під час першого показу на Adult Swim епізоди 6, 8 та 22 були пропущені через їхній насильницький характер після терактів 11 вересня. Вперше всі ці епізоди транслювалися до третього показу серіалу. Cowboy Bebop виявився досить популярним, тому його повторно транслювали протягом чотирьох років. З 2007 року його показують щонайменше раз на рік, а з 2015 року почали показувати ремастер у форматі HD. У Великій Британії серіал вперше вийшов в ефір у 2002 році на каналі CNX, орієнтованому на дорослих. З 6 листопада 2007 року його повторювали на AnimeCentral до закриття каналу в серпні 2008 року. В Австралії Cowboy Bebop вперше транслювався на платному телебаченні у блоці Adult Swim на каналі 9Go! 2002 року, а на безплатному телеканалі ABC2 (національний цифровий телеканал) — 2 січня 2007 року. На ABC2 його повторно показували кілька разів.
У Латинській Америці серіал вперше показали на платному телебаченні у 2001 році на каналі Locomotion. Повторний показ відбувся 9 січня 2016 року на каналі I.Sat.

#### Список серій
| № серії | Назва серії                                                                                             | Режисер(и)         | Сценарист(и)                       | Розкадрування      | Оригінальна дата показу (TV Tokyo) | Оригінальна дата показу (Wowow) |
| ------- | --- | ------------------ | ---------------------------------- | ------------------ | ---------------------------------- | ------------------------------- |
| 1       | Блюз астероїдів «Asuteroido・Burūsu» (アステロイド・ブルース)                                           | Такеі Йошіюкі      | Нобумото Кейко                     | Ватанабе Сін'ітіро | —                                  | 23 жовтня 1998                  |
| 2       | Заблукалий пес «Norainu no Sutoratto» (野良犬のストラット)                                              | Сато Ікуро         | Йокоте Мітіко                      | Ватанабе Сін'ітіро | 3 квітня 1998                      | 30 жовтня 1998                  |
| 3       | Розпусні дівчата з бару «Honkī・Tonku・Wimen» (ホンキィ・トンク・ウィメン)                              | Морі Куніхіро      | Ямагучі Рьота, Кейко Нобумото      | Акане Кадзукі      | 10 квітня 1998                     | 6 листопада 1998                |
| 4       | Портальний шафл «Geitowei・Shaffuru» (ゲイトウェイ・シャッフル)                                         | Такеі Йошіюкі      | Мураі Садаюкі                      | Такеі Йошіюкі      | —                                  | 13 листопада 1998               |
| 5       | Балада падших ангелів «Datenshi-tachi no Baraddo» (堕天使たちのバラッド)                                | Ватанабе Тецуя     | Йокоте Мітіко                      | Ватанабе Сін'ітіро | —                                  | 20 листопада 1998               |
| 6       | Співчуття дияволу «Akuma o Awaremu Uta» (悪魔を憐れむ歌)                                                | Сато Ікуро         | Нобумото Кейко                     | Окамура Тенсай     | —                                  | 27 листопада 1998               |
| 7       | Королева Хеві Металу «Hevi・Metaru・Kuīn» (ヘヴィ・メタル・クイーン)                                    | Морі Куніхіро      | Йокоте Мітіко                      | Окамура Тенсай     | 17 квітня 1998                     | 4 грудня 1998                   |
| 8       | Вальс Венери «Warutsu・fō・Vīnasu» (ワルツ・フォー・ヴィーナス)                                         | Такеі Йошіюкі      | Йокоте Мітіко                      | Такеі Йошіюкі      | 24 квітня 1998                     | 11 грудня 1998                  |
| 9       | Заглушуючи з Едвард «Jamingu・wizu・Edowādo» (ジャミング・ウィズ・エドワード)                           | Сато Ікуро         | Сато Дай                           | Ватанабе Сін'ітіро | 1 травня 1998                      | 18 грудня 1998                  |
| 10      | Елегія Ганімеда «Ganimede Bojō» (ガニメデ慕情)                                                          | Ямада Хірокадзу    | Інарі Акіхіко                      | Ямагуті Юдзі       | 8 травня 1998                      | 25 грудня 1998                  |
| 11      | Іграшки на горищі «Yamiyo no Hevi・Rokku» (闇夜のヘヴィ・ロック)                                        | Морі Куніхіро      | Йокоте Мітіко                      | Морі Куніхіро      | 15 травня 1998                     | 1 січня 1999                    |
| 12      | Джаз Юпітера (Частина 1) «Jupitā・Jazu (Zenpen)» (ジュピター・ジャズ (前編))                            | Такеі Йошіюкі      | Нобумото Кейко                     | Окамура Тенсай     | 22 травня 1998                     | 8 січня 1999                    |
| 13      | Джаз Юпітера (Частина 2) «Jupitā・Jazu (Kōhen)» (ジュピター・ジャズ (後編))                             | Сато Ікуро         | Нобумото Кейко                     | Окамура Тенсай     | 29 травня 1998                     | 15 січня 1999                   |
| 14      | Богемська рапсодія «Bohemian・Rapusodi» (ボヘミアン・ラプソディ)                                        | Ямада Хірокадзу    | Сато Дай                           | Цуру Тошіюкі       | 5 червня 1998                      | 22 січня 1999                   |
| 15      | Моя потішна Валентайн «Mai・Fanī・Varentain» (マイ・ファニー・ヴァレンタイン)                           | Морі Куніхіро      | Нобумото Кейко                     | Окамура Тенсай     | 12 червня 1998                     | 29 січня 1999                   |
| 16      | Серенада Чорного Пса «Burakku・Doggu・Serenāde» (ブラック・ドッグ・セレナーデ)                          | Сато Ікуро         | Йокоте Мітіко                      | Шігеясу Ямаучі     | —                                  | 12 лютого 1999                  |
| 17      | Грибна самба «Masshurūmu・Sanba» (マッシュルーム・サンバ)                                               | Морі Куніхіро      | Йокоте Мітіко, Ватанабе Сін'ітіро  | Ватанабе Сін'ітіро | —                                  | 19 лютого 1999                  |
| 18      | Вустами дитини «Supīku・Raiku・a・Chairudo» (スピーク・ライク・ア・チャイルド)                          | Такеі Йошіюкі      | Інарі Акіхіко                      | Сато Дзюнічі       | 19 червня 1998                     | 26 лютого 1999                  |
| SP      | Міш-Маш Блюз «Yoseatsume Burūsu» (よせあつめブルース)                                                   | Ватанабе Сін'ітіро | Нобумото Кейко, Ватанабе Сін'ітіро | —                  | 26 червня 1998                     | —                               |
| 19      | Дикі коні «Wairudo・Hōsesu» (ワイルド・ホーセス)                                                        | Ямада Хірокадзу    | Інарі Акіхіко                      | Іїда Уманосуке     | —                                  | 5 березня 1999                  |
| 20      | Божевільний П'єро «Dōkeshi no Chinkonka» (道化師の鎮魂歌)                                               | Такеі Йошіюкі      | Мураі Садаюкі                      | Такеі Йошіюкі      | —                                  | 12 березня 1999                 |
| 21      | Бугі-вугі фен-шуй «Bugi・Ugi・Funshei» (ブギ・ウギ・フンシェイ)                                         | Сато Ікуро         | Мураі Садаюкі, Ватанабе Сін'ітіро  | Хонґо Міцуру       | —                                  | 19 березня 1999                 |
| 22      | Ковбойський фанк «Kaubōi・Fanku» (カウボーイ・ファンク)                                                 | Морі Куніхіро      | Нобумото Кейко                     | Окамура Тенсай     | —                                  | 26 березня 1999                 |
| 23      | Мозковий скретч «Burein・Sukuratchi» (ブレイン・スクラッチ)                                             | Такеі Йошіюкі      | Сато Дай                           | Такеі Йошіюкі      | —                                  | 2 квітня 1999                   |
| 24      | Невезуча жінка «Hādo・Rakku・Ūman» (ハード・ラック・ウーマン)                                           | Ямада Хірокадзу    | Йокоте Мітіко                      | Окамура Тенсай     | —                                  | 9 квітня 1999                   |
| 25      | Справжній фольк-блюз (Частина 1) «Za・Riaru・Fōkuburūsu (Zenpen)» (ザ・リアル・フォークブルース (前編)) | Сато Ікуро         | Нобумото Кейко                     | Ватанабе Сін'ітіро | —                                  | 16 квітня 1999                  |
| 26      | Справжній фольк-блюз (Частина 2) «Za・Riaru・Fōkuburūsu (Kōhen)» (ザ・リアル・フォークブルース (後編))  | Такеі Йошіюкі      | Нобумото Кейко                     | Ватанабе Сін'ітіро | —                                  | 23 квітня 1999                  |

### Манґа
Дві манґа-адаптації Cowboy Bebop були видані Kadokawa Shoten та публікувалися у сьодзьо-журналі Asuka Fantasy DX. Перша манґа Cowboy Bebop: Shooting Star, ілюстрована Куга Каіном, виходила з жовтня 1997 по липень 1998 до виходу аніме-серіалу. Пізніше глави манґи були видані у двох танкобонах. Друга манґа Cowboy Bebop, ілюстрована Нантен Ютакою, виходила з листопада 1998 по березень 2000. Пізніше її було видано у трьох танкобонах, що виходили з квітня 1999 по квітень 2000. Обидві манґа-серії були ліцензовані Tokyopop для продажу англійською мовою у Північній Америці.

#### Cowboy Bebop: Shooting Star
Сюжет манґи за авторства Куга Каіна, не заснований на сюжеті аніме-серіалу. Вона представляє собою альтернативну версію подій, містить розбіжності у деталях та історіях персонажів. До прикладу, у цій манзі Ед — хлопчик, а не дівчинка. У середині 1998 року вихід манґи було призупинено і деякі сюжетні лінії залишилися без розв'язки.
| № | Дата виходу   | ISBN                   |
| - | ------------- | ---------------------- |
| 1 | 1 травня 1998 | ISBN 978-4-04-852935-8 |
| 2 | 1 жовтня 1998 | ISBN 978-4-04-852997-6 |

#### Cowboy Bebop
Манґа ілюстрована Нантен Ютакою.
| № | Дата виходу      | ISBN                   |
| - | ---------------- | ---------------------- |
| 1 | 8 квітня 1999    | ISBN 978-4-04-853078-1 |
| 2 | 1 листопада 1999 | ISBN 978-4-04-853136-8 |
| 3 | 10 квітня 2000   | ISBN 978-4-04-853185-6 |

### Аніме-фільм
Аніме-фільм під назвою Cowboy Bebop: Knockin' on Heaven's Door (яп. カウボーイビバップ 天国の扉, Kaubōi Bibappu: Tengoku no Tobira) також відомий під англійською назвою Cowboy Bebop: The Movie, вийшов 1 вересня 2001 року в Японії.
Дія фільму відбувається між 22 та 23 епізодами аніме-серіалу. Сюжет зосереджується на таємничому терористі, який планує знищити людство на Марсі за допомогою вірусу. Екіпаж мисливців за головами космічного корабля «Бібоп» працює над захопленням терориста та запобіганням нападу.

### Телесеріал
У 2017 році було оголошено, що ігрову адаптацію аніме-серіалу розробляє Tomorrow Studios, партнерство Марті Адельштейна та ITV Studios, а виконавчим продюсером стане Sunrise Inc. Крістофер Йост розробляв серіал, а компанія Netflix оголосила, що займеться його дистрибуцією. 4 квітня 2019 року видання Variety повідомило, що Джон Чо, Мустафа Шакір, Даніелла Пінеда та Алекс Гасселл пройшли кастинг. Виробництво було зупинено в жовтні 2019 року через травму коліна Чо, що призвело до затримки більш ніж на шість місяців. 17 квітня 2020 року стало відомо, що епізоди адаптації будуть тривати по годині. 19 травня 2020 року Адельштейн розповів, що до того, як Чо отримав травму коліна, були завершені три серії та що вони зняли щонайменше шість епізодів. У тому ж інтерв'ю стало відомо, що режисер аніме-серіалу Сін'ітіро Ватанабе був найнятий в якості творчого консультанта. Виробництво в Новій Зеландії відновилося 30 вересня 2020 року після локдауну через COVID-19 у країні. Серіал вийшов на екрани 19 листопада 2021 року, отримавши змішані відгуки. 9 грудня 2021 року було оголошено, що він не буде продовжений на другий сезон, а Netflix повністю скасував його.

### Відеоігри
Відеогра Cowboy Bebop, розроблена та видана компанією Bandai, була випущена в Японії для PlayStation One 14 травня 1998 року. Відеогра для PlayStation 2, Cowboy Bebop: Tsuioku no Serenade, вийшла в Японії 25 серпня 2005 року, а її англомовна версія була запланована до випуску в Північній Америці. Однак у січні 2007 року на сайті IGN повідомили, що реліз, ймовірно, було скасовано, припускаючи, що він не пережив злиття Bandai з Namco в Bandai Namco Entertainment.

## Сприйняття

### Відгуки та критика
Cowboy Bebop отримав цілковите схвалення, починаючи з моменту його першого показу. Ще у 1998 році японський критик Кіт Рі відзначив серіал як такий, що вирізняється з-поміж інших «пересічних» аніме-серіалів сезону, високо оцінивши його загальну постановку і виділивши музику Канно як «довгоочікувану заміну солодких J-pop мелодій більшості аніме». Рі також відзначив японський «зірковий склад» проекту, який його колега Марк Л. Джонсон описав як «ветеранський голосовий талант», що демонструє кращі результати, ніж їхні американські колеги «вище середнього рівня». У 1999 році австралійський журнал Hyper оцінив це аніме на 9,5 балів з 10.
Майк Крендол з Anime News Network поставив серіалу оцінку «А+» за дубльовану версію та «А» за субтитровану версію. Він охарактеризував серіал як «один з найпопулярніших та найшанованіших аніме в історії», додавши, що це «унікальне телевізійне шоу, яке майстерно виходить за межі всіх жанрів». Крендол назвав героїв серіалу «одними з наймиліших персонажів, які коли-небудь з'являлись в аніме», а також високо оцінив озвучення, особливо «бездоганну англійську гру акторів». Він також похвалив анімацію «кінематографічної якості», «витончений» сценарій та «неймовірний» музичний супровід серіалу. Крендол назвав Cowboy Bebop «знаковим» аніме, «яке пам'ятатимуть ще довго після того, як багато інших будуть забуті», а також «одним із найкращих аніме за всю історію». Крім того, Майкл Тул з Anime News Network назвав Cowboy Bebop одним з найважливіших аніме 1990-х років.
T.H.E.M. Anime Reviews поставив серіалу оцінку 5 з 5 зірок, а рецензент Крістіна Карпентер вважає його «одним із найкращих [аніме]» і називає його шедевром, який «змушує соромитися більшості аніме… та Голлівуду». Вона описала його як «дуже стильний, чудово зроблений серіал, який заслуговує на значно більшу увагу, ніж отримує». Карпентер похвалила анімацію як «рідкість і диво, яке варто побачити», і що вона «просто чудова», а сюжет і персонажі мають «витонченість і тонкість, які є практично єдиними у своєму роді». Вона також похвалила саундтрек і назвала вступну тему одним з найкращих вступних творів, які вона коли-небудь чула. Карпентер сказала, що Bebop є «обов'язковим для будь-якого серйозного колекціонера японської анімації».
У березні 2009 року друковане та інтернет-видання The A.V. Club агентства The Onion назвало Cowboy Bebop «по праву величним хітом» та написало, що серіал може виступати вхідною точкою до розуміння аніме в цілому.
У своїй статті «Блюз астероїдів: Тривала спадщина Ковбоя Бібопа» (англ. Asteroid Blues: The Lasting Legacy of Cowboy Bebop), оглядач з The Atlantic Алекс Зюскінд стверджує: «На папері Cowboy Bebop, легендарний культовий аніме-серіал від Сін'ітіро Ватанабе, читається як щось, що Джон Вейн, Елмор Леонард та Філіп Дік придумали під час дикої нічної п'янки з віскі». Далі він пише: «Реакція критиків і шанувальників, можливо, звучала гіперболізовано — слово „шедевр“ було розкидане дуже часто, — але похвала була виправданою. Режисер Ватанабе, який вперше виступив як самостійний режисер, створив чудову історію про мораль, романтику та насильство — похмурий погляд на життя злочинців, знятий як незалежний фільм».
У січні 2015 року телевізійний сценарист Кайл Міллс з DVD Talk дав серіалу п'ять зірок у підсумку своєї рецензії. Він заявив: «Незалежно від того, чи це телебачення, чи кіно, чи анімація, Cowboy Bebop — це просто один з найкращих прикладів розповіді історій, коли-небудь створених». У своїй рецензії він описує фінал як «один з найкращих в історії телебачення», називаючи його «широко шанованим», який «все ще викликає розмови фанатів, резонуючи з глядачами 15 років по тому». На завершення він пише: «Cowboy Bebop закінчується з розмахом».
У своїй рецензії на серіал 2018 року критик з журналу Paste Джон Махер написав: «Це схоже на magnum opus, створений на вершині довгої кар'єри, попри те, що це, майже неймовірно, перший серіал Ватанабе як режисера. Це шедевр, який по праву має стояти серед найкращих телевізійних творів усіх часів». Серіал також посів перше місце у списку «50 найкращих аніме-серіалів усіх часів» за версією видання.
На агрегаторі рецензій Rotten Tomatoes серіал має рейтинг схвалення 100 % на основі 23 рецензій із середньою оцінкою 8/10. Критичний консенсус на сайті звучить так: «Поєднуючи в собі запаморочливий набір жанрів і відсилань, Cowboy Bebop — це класика аніме на телебаченні, яку обов'язково потрібно подивитися».

### Нагороди
На церемонії нагородження Anime Grand Prix 1999 року серіал здобув два перших місця: Спайк Шпігель був визнаний найкращим чоловічим персонажем, а Хаяшібара Меґумі — найкращою акторкою озвучення за роль Фей Валентайн. Cowboy Bebop також отримав нагороди в інших категоріях: сам серіал був визнаний другим найкращим аніме-серіалом, Фей Валентайн і Ед були визнані п'ятим і дев'ятим найкращими жіночими персонажами відповідно, Tank! та The Real Folk Blues були визнані третьою і п'ятнадцятою найкращими піснями відповідно, а «Балада падших ангелів», «Вустами дитини», «Заглушуючи з Едвард» і «Міш-Маш Блюз» були визнані другим, восьмим, вісімнадцятим і двадцятим найкращими епізодами відповідно.
У 2000 році на церемонії нагородження Anime Grand Prix Cowboy Bebop знову здобув ті ж самі два перших місця: найкращий чоловічий персонаж — Спайк Шпігель та найкращий актор озвучення — Меґумі Хаяшібара. Інші нагороди, які отримав серіал: другий найкращий аніме-серіал, шостий найкращий жіночий персонаж — Фей Валентайн, сьома та дванадцята найкращі пісні — Tank! та Blue відповідно, третій та сімнадцятий найкращі епізоди — «Справжній фольк-блюз (Частина 2)» та «Невезуча жінка» відповідно. На церемонії Seiun Award 2000 року Cowboy Bebop отримав нагороду як найкраще медіа року.
Опитування 2004 року в американському виданні журналу Newtype попросило читачів проголосувати за «25 найкращих аніме всіх часів». Cowboy Bebop посів друге місце в списку після Євангеліона. Того ж року журнал Cinefantastique включив це аніме до переліку «10 найважливіших анімацій», назвавши серіал «чудовим поєднанням нуар-стилю, культурної інклюзивності та музики». У 2007 році американський аніме-журнал Anime Insider склав список «50 найкращих аніме за всю історію», склавши його за оцінками завсідників індустрії та співробітників журналу, і назвав Cowboy Bebop аніме № 1 усіх часів та народів. У 2012 році Madman Entertainment зібрали голоси шанувальників в інтернеті щодо «20 найкращих аніме від Madman» і поставили Cowboy Bebop на сьоме місце.
Cowboy Bebop був представлений у кількох списках, опублікованих IGN. У 2006 році саундтрек серіалу посів перше місце у списку «Десятка найкращих тем і саундтреків до аніме всіх часів», а про сам серіал відгукнулися як про «одне з найкращих аніме за всю історію і, безумовно, найкраще, коли справа доходить до музики». У списку «100 найкращих анімаційних телесеріалів» 2009 року серіал, названий «дуже оригінальним і, можливо, одним з найкращих аніме», посів чотирнадцяте місце, що зробило його другим у рейтингу аніме зі списку після Євангеліона. Спайк Шпігель посів четверте місце у статті «25 найкращих аніме-персонажів усіх часів». IGN Movies також включив Cowboy Bebop до списку «10 екранізацій мультиплікацій, які ми хотіли б побачити». У 2011 році Bebop посів 29-те місце у списку «50 найкращих науково-фантастичних телесеріалів», знову ставши другим за рейтингом аніме у списку після Євангеліона.

### Аналіз
Серіал є предметом вивчення з моменту його випуску, причому основна увага приділяється його стилю та поєднанню жанрів. Мігель Дуглас, описуючи стиль серіалу у своїй рецензії, писав, що «серіал виразно утвердився поза межами традиційної японської анімації та натомість вирішив торувати свій власний шлях. Маючи місце в царині наукової фантастики, серіал мудро пропонує світ, який здається цілком реалістичним з огляду на наше сьогодення. Вільний від багатьох елементів, які супроводжують наукову фантастику загалом — чи то космічні прибульці, чи то гігантські роботи, чи то лазерні гармати — серіал присвячує себе представленню світу, який дуже схожий на наш власний, хоча й демонструє певні технологічні досягнення». Деріл Сурат з видавництва Otaku USA стверджує, що це «той рідкісний вид наукової фантастики, який є „доступним“. На відміну від багатьох інших аніме, від глядачів не вимагалося знання японської культури — імена персонажів, знаки тощо були переважно англійською мовою — або перегляду інших аніме-серіалів до цього». Мішель Онлі Піркл у своїй книзі «Науково-фантастичне кіно, телебачення та адаптація: По той бік екранів» (англ. Science Fiction Film, Television, and Adaptation: Across the Screens) зазначає, що «Cowboy Bebop по-новому дивиться на жанр, не створюючи унікальних образів і звуків, а „вільно“ граючи, „реміксуючи“ або адаптуючи образи та звуки інших знайомих жанрів у динамічний спосіб»:с. 164. Роберт Бейджент, автор статті для Graduate Journal of Asia-Pacific Studies, вважає, що привабливість серіалу, ймовірно, пов'язана з його тяжінням до наслідування західної художньої культури.

### Культурний вплив
Один із головних аніматорів серіалу Окамура Тенсай у 2007 році створив власне аніме Darker than Black. Окамура використав свій досвід роботи над Cowboy Bebop для написання сценарію до Darker than Black, що призвело до історій, які складаються з двох епізодів, схожих на японські драми.
Американський кінорежисер, сценарист і продюсер Раян Джонсон назвав Cowboy Bebop візуальним джерелом впливу на свої фільми, зокрема «Цеглина». Автор роману «Гра Ендера» Орсон Скотт Кард також високо оцінив серіал. Він стверджує, що серіал «кращий за більшість науково-фантастичних фільмів». Далі він каже, що «знайшов цей серіал блискучим, особливо мене вразило поєднання сильної історії, заснованої на стосунках, похмурого візуального стилю, який ніколи не старіє, і справді розумних діалогів».
У травні 2020 року композитор Ліберман Мейсон та Funimation випустили благодійний сингл The Real Folk Blues, щоб зібрати кошти на боротьбу з COVID-19. У записі треку взяли участь різні музиканти, зокрема Канно Йоко разом з The Seatbelts, Ямане Май та Shihori, а також актори англійського озвучення серіалу Стів Блюм та Бо Біллінгслі. Сингл став доступний у вигляді відео на YouTube, у вигляді потокового відтворення/завантаження для покупки на Bandcamp, а також був випущений лімітованим тиражем на вінілі з реміксом.